# Hans Morgenthau
Pour les articles homonymes, voir Morgenthau.
Hans Joachim Morgenthau (17 février 1904–19 juillet 1980), né dans le duché de Saxe-Cobourg et Gotha et émigré aux États-Unis, est un théoricien des relations internationales connu pour son approche académique, définie comme réaliste, plus précisément réaliste classique. Il est aussi juriste et consultant en politique étrangère au sein de plusieurs administrations américaines. 
Expert en droit international, pendant sa carrière Morgenthau s’approche de plus en plus de l’étude du pouvoir en politique internationale. C’est à ce sujet qu’est dédiée son œuvre la plus célèbre, Politics Among Nations: The Struggle for Power and Peace, où il s’oppose à une orientation idéaliste quant à la politique étrangère, en se basant sur des postulats rationalistes et une conception pessimiste des aspirations humaines. On lui doit aussi Scientific Man versus Power Politics où, fermement réaliste classique, il critique ce qu'il appelle le « rationalisme libéral ». 
En tant que consultant pour le département de la Défense, il est connu pour avoir pris position contre l’intervention américaine au Vietnam, avis qui conduit à son licenciement pendant l’administration Johnson.

## Biographie

### Les années européennes
Né à Cobourg dans le duché de Saxe-Cobourg et Gotha en 1904, Hans Morgenthau, issu d’une famille juive, étudie la philosophie à l’université de Berlin et de Francfort avant d’entamer un cursus en droit à l’université de Munich. À la suite de l’obtention de son diplôme en 1927, il retourne à Francfort pour finaliser sa formation en droit international et devient docteur en 1929.
Ensuite, après avoir commencé sa carrière en droit à Francfort, il est nommé président par intérim de la Cour du droit du travail en 1931. L’année suivante, il se consacre à nouveau à la vie académique en s’inscrivant à un programme postdoctoral à l’Institut de hautes études internationales de Genève.
En 1934, ses études achevées, il évite de retourner en Allemagne à cause des premières lois discriminatoires contre les Juifs. Par conséquent, avec l’aide de collègues académiques, il s’installe en Espagne, où il se marie plus tard.

### Les années américaines
En 1937, il émigre avec son épouse aux États-Unis. De 1939 à 1943, il enseigne à l’université du Missouri à Kansas City, et ensuite, à l’université de Chicago. Là, il commence alors à travailler officiellement dans ce qui était le nouveau champ interdisciplinaire des relations internationales.
En 1946, paraît « Scientific Man versus Power Politics ». Ce livre de Morgenthau est probablement celui le plus empreint d'une philosophie réaliste et d'une critique d'une position qu'il appelle le « rationalisme libéral ».
C’est sur ce sujet qu’il publie en 1948 la première édition d’International Politics : le vif succès qu’il remporte lui permet d’obtenir, en 1950, un financement pour établir le Centre de l’université de Chicago pour l’étude de la politique étrangère américaine. Il assure le poste de directeur de ce centre jusqu’en 1968.
Il se lance dans une carrière en consultance politique en 1948, dès lors que s’établit un contact régulier avec le département d’État des États-Unis. En 1951, ce même département le charge d’une visite officielle en Autriche et ensuite en Indochine en 1954.  À partir de cette dernière visite, il marque son opposition contre l’engagement américain au Vietnam. En 1963, il devient consultant pour le département de la Défense, poste qu’il est contraint de quitter en 1965. C’est en effet cette année-là que paraît son article pour le New York Times dans lequel il dénonce la présence continuelle des troupes américaines en Indochine. Selon Morgenthau, voilà la raison qui pousse l’administration Johnson, irritée par sa prise de position publique et insistante, à ordonner son licenciement du département de la Défense et à engager d’autres mesures de pression. Déçu par cette administration, il devient consultant en 1968 pour la campagne présidentielle du démocrate Eugène McCarthy, campagne qui se solde finalement par un échec. 
Il est l'un des passagers qui a survécu au crash du vol Swissair 316 près de l'aéroport international d'Hellinikon à Athènes, le 8 octobre 1979. Ayant déménagé à New York et après s’être séparé de son épouse en 1973, il continue à écrire sur la politique internationale jusqu’à sa mort qui survient en 1980.

## La Pensée

### Le fonctionnalisme en droit international
Encore étudiant à l’université de Munich, Morgenthau approfondit ses recherches sur la caractérisation du droit international comme une branche particulièrement faible du droit. À Francfort, il élabore en outre davantage ce concept, en trouvant la cause de cette faiblesse dans l’implication de la politique internationale au sein des questions juridiques. Ce lien complexe entre les différends légaux et politiques est aussi le sujet de son œuvre La notion du politique et la théorie des différends internationaux. En particulier, en trouvant problématique la distinction entre ces deux genres de conflits, il souligne l’importance de la notion du politique pour mieux classifier et comprendre le système du droit international. 
En dépit de cet intérêt précoce pour le domaine politique, pendant ses années européennes, les recherches de Morgenthau se concentrent surtout sur la conception d’une alternative réaliste au positivisme juridique. Pour ce faire, il s’inspire de perspectives philosophiques, notamment celle de Freud, qui soulignent la complexité et les aspirations profondes de la nature humaine. L’opposition de Morgenthau contre la science légale traditionnelle se fait encore plus explicite au début de ses années américaines, quand il écrit l’article Positivism, Functionalism and International Law. Dans celui-ci, il identifie un programme de recherche pour un fonctionnalisme légal, soit une approche interdisciplinaire des questions juridiques internationales qui reconnaîtrait les aspects sociologiques. En effet, il soutient que les intérêts économiques, les tensions sociales et les aspirations au pouvoir sont les forces motivantes du domaine international et que, par conséquent, elles doivent être considérées par les juristes internationaux.

### Le réalisme classique en politique internationale
Dans Politics among Nations, Morgenthau vise à contrer ce qu’il voit comme une tendance nuisible et idéaliste de la politique américaine de son époque, en proposant ce qui est désormais considéré comme l’approche réaliste classique. Un de ses postulats est une conception pessimiste des aspirations humaines, assimilées à la tendance à dominer les autres individus. Un autre pilier de sa théorie est l’hypothèse selon laquelle les politiques étrangères, comme toutes les actions humaines, seraient rationnelles et cohérentes ; cependant il critique les dérives déterministes du rationalisme et les tendances prophétiques en relations internationales.
En se basant sur ces prémisses, il soutient que le pouvoir représente le but suprême de chaque politique étrangère, gouvernée par des lois immuables inhérentes à la nature humaine. Dès lors, tous les États peuvent poursuivre seulement trois types de politiques rationnelles : maintenir leur puissance, l’augmenter ou la démontrer. Il affirme également que ces aspirations à dominer ne doivent jamais être assimilées à des lois morales universelles, faisant valoir que les considérations politiques doivent en être dépourvues.
Dans ce sillage, la guerre a un rôle dominant et fait partie des forces naturelles et immuables qui, aux yeux de Morgenthau, ne doivent pas être contrées mais utilisées. Toutefois, par rapport aux engagements militaires prolongés, il se montre généralement hostile : il les tient pour contre-productifs, vains et surtout trop coûteux en raison des ressources nationales limitées. Morgenthau s’efforce de défendre ces convictions quand il s’oppose à l’intervention américaine au Vietnam.
Dans ses œuvres, il a notamment mis l'accent sur la notion d'intérêt national : il considère que "le principal principe directeur du réalisme politique est le concept d'intérêt, défini en termes de puissance". Il définit également les déterminants matériels de la puissance : un vaste territoire, une population nombreuse, une économie forte (qui permet le cas échéant de financer une guerre), une technologie de pointe, etc. À ces éléments, il a ajouté les déterminants immatériels, comme le sentiment national, la qualité du gouvernement et celle de la diplomatie.
Hans Morgenthau disait que "le but de la politique est la domination : notre ennemi, tout comme nous, utilise sa moralité pour resserrer l'ouverture de sa conscience et ignorer son appétit de pouvoir". Le réaliste ne nie pas la dimension morale de l'action politique, mais les principes moraux doivent être adaptés à la situation concrète (et non pas être appliqués dans leur formulation abstraite et universelle). Le réaliste doit également déterminer l'endroit où l'intérêt national diverge de considérations morales et légales, pour privilégier le premier.
On range parfois Morgenthau sous l'étiquette "réaliste classique", pour bien le distinguer du néo-réalisme (ou réalisme structurel, qui lui est associé à d'autres auteurs comme Kenneth Waltz)

#### Les six principes du réalisme politique selon Hans Morgenthau
Hans Morgenthau énonce les six principes du réalisme politique dans son ouvrage « Politics Among Nations » (1948):
1. La politique suit des règles objectives, celles de la nature humaine;
2. Le concept d'intérêt, dans sa signification de pouvoir, permet de comprendre le but de la politique;
3. Le concept d'intérêt, dans sa signification de pouvoir, ne change pas dans le temps et dans l'espace, mais bien selon "l'essence de la politique" ;
4. Les principes moraux ne peuvent être pris en compte pour comprendre les relations entre les États. Ils changent dans le temps et dans l'espace: les États agissent toujours en fonction du principe moral suprême de survie nationale;
5. Les aspirations morales des États (par exemple, promouvoir la paix dans le monde) ne peuvent être considérées comme aspirations morales universelles, mais comme intérêts des États à un moment donné;
6. Le réalisme politique reconnaît que l'homme possède plusieurs sphères d'intérêts, telle que la sphère du Politique et parmi les sphères d'intérêt de l'individu, si celui-ci veut pouvoir comprendre une sphère en particulier, il doit faire abstraction des autres. Cependant, la sphère politique est indépendante des autres. ex. : religieuse, morale, politique, etc.